# الحشرج (دوعن)

'

تعديل مصدري - تعديل

الحشرج هي إحدى قرى عزلة صيف بمديرية دوعن التابعة لمحافظة حضرموت، بلغ تعداد سكانها 44 نسمة حسب تعداد اليمن لعام 2004.